# Varanus mabitang
Varanus mabitang, más conocido como "Lagarto Monitor de Panay", es una especie de saurios de la familia Varanidae.

## Distribución geográfica
Esta especie es endémica de la isla de Panay (Filipinas), vive en los bosques que quedan en las cordilleras noroccidentales y occidentales, a altitudes de entre 200 y 1.000 metros, en las cadenas montañosas del noroeste y oeste, a altitudes de 200-1000 m. Es un animal muy arbóreo y depende de los ecosistemas forestales primarios[1].